# La Femme qui a raison

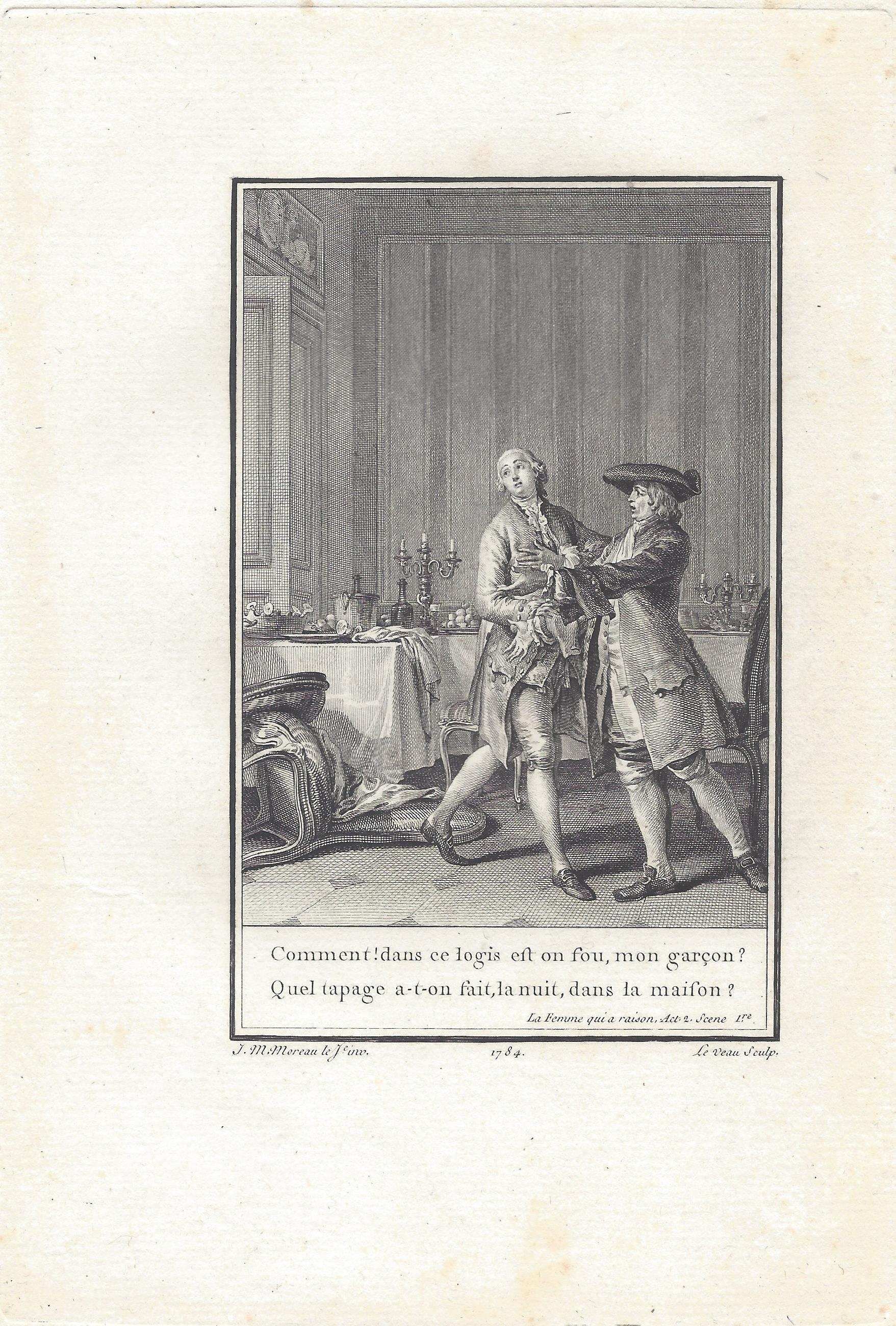
Jean-Michel Moreau: Illustration zur Femme qui a raison, 1784

La Femme qui a raison, Die Frau welche Recht hat (Titel der Erstübersetzung Berlin, 1762), ist eine 1749 entstandene Komödie in drei Akten und in Versen von Voltaire. Das Stück wurde 1749 bei einem Fest zu Ehren von Stanislaus I. Leszczyński im Schloss von Lunéville uraufgeführt und 1759 in Buchform veröffentlicht.

## Handlung
Akt 1
Die Handlung spielt in Paris im Haus der Madame Duru in der Rue Thévenot. Der Marquis d’Outremont hält zur Freude von Madame Duru um die Hand ihrer Tochter Erise an und stimmt einer Hochzeit seiner Schwester mit Erises Bruder Damis zu. Der Ehemann M. Duru liebt das Geld und kennt die Liebe wenig; er lebt seit zwölf Jahren in Indien und hat eine Hochzeit von Erise und Damis mit den Kindern Phlipot und Phlipotte des reichen und unfreundlichen Fabrikbesitzers M. Gripon bestimmt. Gripon trifft mit einem Brief des Vaters ein, dem zufolge die Hochzeit alsbald zu erfolgen hat. Madame Duru schert sich nicht um den Willen des Manns und organisiert am selben Abend die Hochzeit der Liebenden, der Hochzeitsball findet noch am Abend statt.
Akt 2
Als M. Gripon am folgenden Tag eintrifft, macht er Damis eine Beziehung mit seiner Tochter Phlipotte schmackhaft. Außerdem kündigt er die baldige Rückkehr M. Durus an. Dieser kehrt nach 12 Jahren unter einem anderen Namen als angeblicher Freund des Hausherrn zurück und findet sich in den verworrenen Umständen nicht zurecht: M. Gripon sagt, ihm, dass dessen Kinder auf seine versessen seien, am Nachmittag werden die Ehen geschlossen – der Marquis und Erise dagegen versichern ihm, bereits am Vorabend geheiratet zu haben.
3. Akt
M. Duru glaubt, der Teufel sei in seiner Familie. Als er die Situation endlich erfasst, steigert er sich in einen Wutausbruch über eine vermeintlich durch den Luxus eingeschlichene Perversität. Seine Gattin erkennt seine wahre Identität. Sie legt ihm nahe, nicht das Geld, sondern das Glück zu bevorzugen: „Être riche n’est rien, le tout est d’être heureux“. Gripon findet sich am Ende damit ab, dass für seine Phlipotte hier nichts mehr zu erreichen ist und es kommt zur allgemeinen Versöhnung.

## Literarische Vorlage und biografische Bezüge
Voltaire variierte das Thema der Liebesheirat im Anschluss an seine von Samuel Richardson beeinflusste empfindsame Komödie Nanine. Im Fokus steht die Geldheirat des dritten Standes. Im Nachlass von Voltaire fand sich eine einaktige Fassung des Stückes, die weitgehend der dreiaktigen Fassung entspricht. Die Verfassung der Komödie fällt zeitlich in die Übersiedlung Voltaires nach Lothringen. Voltaire überarbeitete das Stück zuletzt für die bei Cramer und Bardin 1775 erschienene Genfer Werkausgabe.

## Aufführungen und zeitgenössische Rezeption
Die Komödie wurde 1749 als Intermezzo eines zu Ehren von Stanislaus I. Leszczyński gegebenen Festes im Schloss von Lunéville uraufgeführt. Nach Fréron, der sich auf Augenzeugen beruft, wurde die Aufführung nur lau aufgenommen. Die Komödie wurde in den Folgejahren nicht in Paris aufgeführt, wohl aber in Dijon, La Rochelle, Bordeaux und Marseille. 1758 erfolgte eine erneute Aufführung im Théâtre de Carrouge bei Genf. Die 1759 erschienen Buchausgabe wurde von Élie Catherine Fréron in den Bänden III und IV der von ihm herausgegebenen literarischen Zeitschrift L’Année littéraire besprochen und gründlich verrissen. Voltaire sah sich zum Provinzpoeten abgewertet und reagierte auf die harsche Kritik, indem er die Person Frérons als bezahlten skrupellosen Schreiberling Fléron in seine 1760 erschienene Komödie Le Caffé ou l’Écossaise einarbeitete.

## Drucklegung
Der Erstdruck der La Femme qui a raison erfolgte 1759 bei Gabriel Cramer in Genf. Es folgten bis 1760 vier weitere Einzelausgaben.

## Erste Ausgaben
- La Femme qui a raison, Comédie en trois actes, en vers. Par M. de Voltaire. Donnée sur le Théâtre de Caronge (sic!), près Genève, en 1758, Genf, (wohl Cramer), 1759, 8°, 71 S.online
- La Femme qui a raison, Comédie en trois actes, en vers. Par M. de Voltaire. Donnée sur le Theâtre de Caronge (sic!), près Genève, en 1758, Genf, (wohl Paris Lambert), 1759, 12°, 48 S.
- La Femme qui a raison, Comédie en trois actes, en vers. Par M. de Voltaire. Donnée sur le Théâtre de Carouge, près Genève, en 1758, Amsterdam, Ledet, 1760, 8°, 80 S.online
- La Femme qui a raison, Comédie en trois actes, en vers. Par M. de Voltaire. Donnée sur le Théâtre de Caronge (sic!), près Genève, en 1758, Genf, (unbekannt), 1760, 8°, 71 S.online
- La Femme qui a raison, Comédie en trois actes, en vers. Par M. de Voltaire. Donnée sur le Théâtre de Caronge (sic!), près Genève, en 1758. Nouvelle Edition, Genf, (ohne Drucker), 1760, 8°, 44 S.